# Chlorophorus motschulskyi
Chlorophorus motschulskyi là một loài bọ cánh cứng trong họ Cerambycidae.